# Strehaia
Strehaia is een stad (oraș) in het Roemeense district Mehedinți. De stad telt 11.901 inwoners (2007).